# Serranochromis
Serranochromis ist eine Gattung aus der Familie der Buntbarsche (Cichlidae), die im Süden Afrikas vorkommt (Bangweulu-, Mweru- und Upembasee, Cuanza, Kafue, Kasai, Komati, Kunene, Limpopo, Lualaba, Lulua, Luangwa, Luapula, Lufira, Malagarasi, Malawisee und oberer Shire, Okavango, im Sabie und im oberen und mittleren Flusssystem des Sambesi).

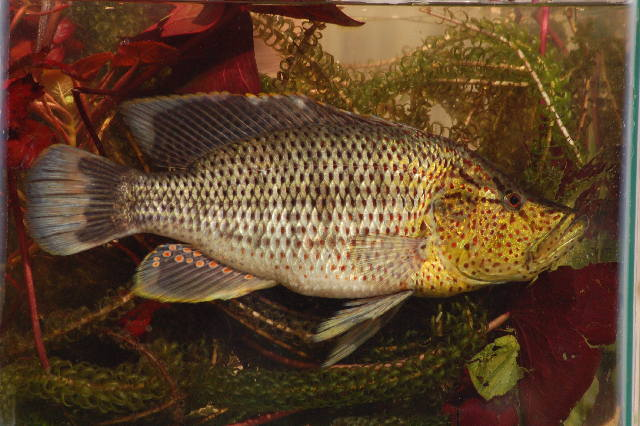
Serranochromis angusticeps

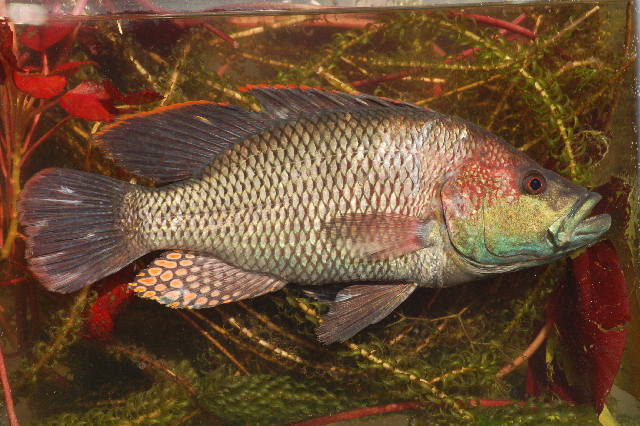
Serranochromis macrocephalus

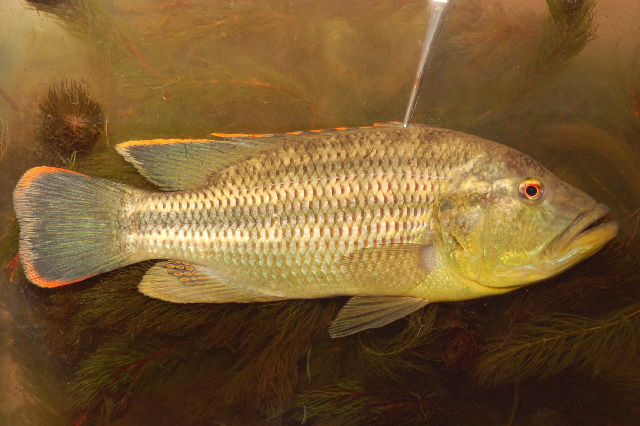
Serranochromis robustus

## Merkmale
Serranochromis-Arten werden 25 bis 56 cm lang und besitzen eine „bullige“, mehr oder weniger hochrückige Gestalt. Von der Gattung Sargochromis, die ursprünglich als Untergattung zu Serranochromis gezählt wurde, unterscheidet sich Serranochromis durch mehr Schuppen in der Seitenlinie (35–41 vs. 28–34), mehr Wirbel, mehr Weichstrahlen in der Rückenflosse und weniger Kiemenrechen. Das Maul der piscivoren Fische ist auffallend groß. Männchen werden größer, haben größere Flossen und besitzen Eiflecke in der Afterflosse. Sowohl adulte Exemplare als auch Jungfische haben einspitzige Zähne.
Zwischen dem hinteren Rand der Orbita und dem aufsteigenden Ast des Präoperculums haben Serranochromis-Arten vier oder fünf Schuppenreihen. Die Kieferzähne sind einspitzig und stehen weit auseinander; die Kiemenreusendornen haben ebenfalls einen großen Abstand zueinander.
Alle Serranochromis-Arten sind Maulbrüter, die sehr umfangreiche Gelege haben.

## Arten
In der Gattung Serranochromis werden 15 Arten unterschieden:
- Serranochromis altus Winemiller & Kelso-Winemiller, 1991
- Serranochromis alvum Stauffer et al., 2021
- Serranochromis angusticeps (Boulenger, 1907)
- Serranochromis cacuchi Stauffer et al., 2021
- Serranochromis cuanza Stauffer et al., 2021
- Serranochromis jallae (Boulenger, 1896)
- Serranochromis janus Trewavas,  1964
- Serranochromis longimanus (Boulenger, 1911)
- Serranochromis macrocephalus (Boulenger, 1899)
- Serranochromis meridianus Jubb, 1967
- Serranochromis robustus (Günther, 1864)
- Serranochromis spei Trewavas, 1964
- Serranochromis stappersi Trewavas, 1964
- Serranochromis swartzi Stauffer et al., 2021
- Serranochromis thumbergi (Castelnau, 1861) (Typusart)